# Зайково (Ірбітський міський округ)
За́йково (рос. Зайково) — селище у складі Ірбітського міського округу Свердловської області.
Населення — 4344 особи (2010, 4810 у 2002).
До 12 жовтня 2004 року селище мало статус селища міського типу.